# Републикански път III-5502
Републикански път IIІ-5502 е третокласен път, част от Републиканската пътна мрежа на България, преминаващ по територията на Великотърновска и Габровска област. Дължината му е 15,9 km.
Пътят се отклонява надясно при 6,6 km на Републикански път II-55 югозападно от град Килифарево и се насочва на югозапад, а след село Ялово — на запад през най-североизточната част на Габровските възвишения. След село Ялово пътят навлиза в Габровска област, слиза в долината на Дряновска река, преминава през село Ганчовец и в центъра на град Дряново се свързва с Републикански път III-609 при неговия 68,8 km.
| Пътища, отклоняващи се надясно (населено място, № на пътя, посока на пътя) | km   | Пътища, отклоняващи се наляво (посока на пътя, № на пътя, населено място) |
| -------------------------------------------------------------------------- | ---- | ------------------------------------------------------------------------- |
| Община Велико Търново, Област Велико Търново, II-55, 6,6 km →              | 0,0  | → 6,6 km, II-55, Област Велико Търново, Община Велико Търново             |
| с. Ялово                                                                   | 3,9  | с. Ялово                                                                  |
| Община Дряново, Област Габрово                                             | 6,7  | Област Габрово, Община Дряново                                            |
|                                                                            | 7,9  | → общински път (за с. Руня)                                               |
| (за с. Маноя) общински път ←                                               | 11,2 |                                                                           |
| с. Ганчовец                                                                | 12   | с. Ганчовец                                                               |
| (за с. Зая) общински път ←                                                 | 12,5 |                                                                           |
| (до 3,7 km на III-406) III-609, 68,8 km, гр. Дряново ←                     | 15,9 | ← гр. Дряново, 68,8 km, IIII-609 (от 343,9 km на I-6)                     |